# Shimizu Takeshi
Takeshi Shimizu (sinh ngày 18 tháng 8 năm 1975) là một cầu thủ bóng đá người Nhật Bản.

## Sự nghiệp câu lạc bộ
Takeshi Shimizu đã từng chơi cho Bellmare Hiratsuka và Ventforet Kofu.